# Els perdiguers de Broadway
Els perdiguers de Broadway (títol original: Bloodhounds of Broadway) és una comèdia dramàtica americana dirigida per Howard Brookner i sortida l'any 1989. Ha estat doblada al català.

## Argument
A Broadway, Harriet MacKyle, una senyora de l'alta societat organitza una festa pel nou any 1928 i hi convida la gent més influent de Nova York. Les últimes hores de la nit tindran un gust d'homicidi, d'idil·li i de diners.

## Repartiment
- Josef Sommer: Waldo Winchester
- Madonna: Hortense Hathaway
- Tony Azito: Cambrer
- Jennifer Grey: Lovey Lou
- Tony Longo: Crunch Sweeney
- Steve Buscemi: Whining Willie
- Rutger Hauer: The Brain
- Matt Dillon: Regret
- Stephen McHattie: Red Henry
- Anita Morris: Miss Missouri Martin
- Ethan Phillips: Basil Valentine
- Alan Ruck: John Wangle
- Dinah Manoff: Maud Milligan
- David Youse: Busboy
- Randy Quaid: Feet Samuels
- Julie Hagerty: Harriet MacKyle

## Al voltant de la pel·lícula
- Es tracta de la primera pel·lícula sobre la qual Laurence Bréheret ha treballat com a actor de doblatge.[3]
- Madonna i Jennifer Grey interpreten en duo la cançó I Surrender Dear, cançó escrita per Bing Crosby.
- Bloodhounds of Broadway fa referència a Dick Tracy, ara bé, la pel·lícula es desenvolupa el 1928 mentre que els primers dibuixos del detectiu no van sortir fins al 1931.